# Gamış

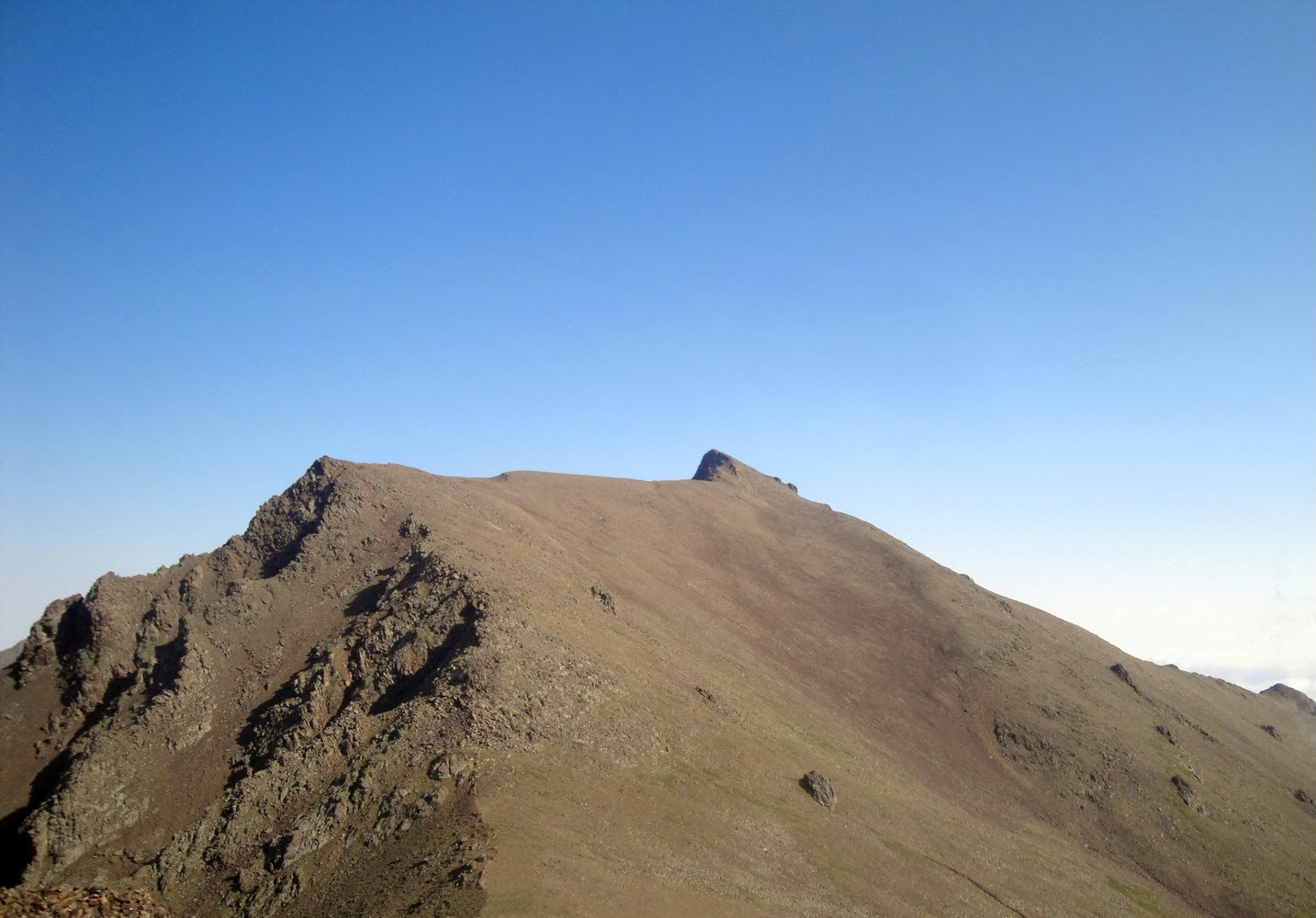
Wierzchołek

Gamış (Giamysz; azer.: Gamış dağı) – najwyższy szczyt Małego Kaukazu, położony w pasmie Murowdag, w Azerbejdżanie. Wznosi się na wysokość 3724 m n.p.m.